# 비디아 신하 사하 밈
비디아 신하 사하 밈(벵골어: বিদ্যা সিনহা সাহা মীম, 1992년 11월 10일 ~ )은 방글라데시의 배우, 모델이다. 무슈미와 함께 2014 방글라데시 국립 영화상 여우주연상을 공동 수상했다.